# Coppa del Mondo di sci di fondo 2023
La Coppa del Mondo di sci di fondo 2023 è stata la quarantunesima edizione della manifestazione organizzata dalla Federazione Internazionale Sci; è iniziata il 25 novembre 2022 a Kuusamo, in Finlandia, e si è conclusa il 26 marzo 2023 a Lahti, ancora in Finlandia. Durante la stagione si sono tenuti a Planica i Campionati mondiali di sci nordico 2023, non validi ai fini della Coppa del Mondo il cui calendario ha contemplato dunque un'interruzione tra febbraio e marzo. In seguito all'invasione dell'Ucraina, gli atleti russi e bielorussi sono stati esclusi dalle competizioni.
Sia in campo maschile sia in campo femminile si sono disputate 24 gare individuali (12 di distanza, 11 sprint, 1 competizione intermedia a tappe) e 3 a squadre (1 staffetta, 2 sprint a squadre) in 15 diverse località; sono state inserite in calendario 2 gare a squadre miste (2 staffette). Da questa stagione la distanza da coprire in ogni tipo di gara è stata modificata, in modo da renderla uguale per gli uomini e per le donne, ed è stato modificato anche il sistema di punteggio, attribuendo punti ai primi 50 e non più ai primi 30 classificati di ogni gara e riducendo il divario tra le varie posizioni (100 i punti assegnati al primo classificato, 95 al secondo, 90 al terzo, 85 al quarto e così via).
Tra gli uomini il norvegese Johannes Høsflot Klæbo si è aggiudicato sia la Coppa del Mondo generale (della quale era il detentore uscente), sia quella di sprint; il suo connazionale Pål Golberg ha vinto la Coppa del Mondo di distanza. 
Tra le donne la norvegese Tiril Udnes Weng ha vinto la Coppa del Mondo generale, la finlandese Kerttu Niskanen ha conquistato la Coppa del Mondo di distanza, mentre la svedese Maja Dahlqvist ha ottenuto per la seconda volta in carriera il successo in quella sprint. La russa Natal'ja Neprjaeva era la detentrice uscente della Coppa generale.

## Uomini

### Risultati
| Data                            | Località                             | Nazione                  | Specialità  | Primo                                                                          | Secondo                                                         | Terzo                                                                             |
| ------------------------------- | ------------------------------------ | ------------------------ | ----------- | ------------------------------------------------------------------------------ | --------------------------------------------------------------- | --------------------------------------------------------------------------------- |
| 25 novembre 2022                | Kuusamo                              | Finlandia                | SP TC       | Johannes Høsflot Klæbo                                                         | Even Northug                                                    | Pål Golberg                                                                       |
| 26 novembre 2022                | Kuusamo                              | Finlandia                | 10 km TC    | Johannes Høsflot Klæbo                                                         | Pål Golberg                                                     | Martin Løwstrøm Nyenget                                                           |
| 27 novembre 2022                | Kuusamo                              | Finlandia                | 20 km TL PU | Johannes Høsflot Klæbo                                                         | Pål Golberg                                                     | Federico Pellegrino                                                               |
| 2 dicembre 2022                 | Lillehammer                          | Norvegia                 | 10 km TL    | Iver Tildheim Andersen                                                         | Didrik Tønseth                                                  | Hans Christer Holund                                                              |
| 3 dicembre 2022                 | Lillehammer                          | Norvegia                 | SP TL       | Johannes Høsflot Klæbo                                                         | Federico Pellegrino                                             | Even Northug                                                                      |
| 4 dicembre 2022                 | Lillehammer                          | Norvegia                 | 20 km TC MS | Pål Golberg                                                                    | Sjur Røthe                                                      | Martin Løwstrøm Nyenget                                                           |
| 9 dicembre 2022                 | Beitostølen                          | Norvegia                 | SP TC       | Richard Jouve                                                                  | Simone Mocellini                                                | Calle Halfvarsson                                                                 |
| 10 dicembre 2022                | Beitostølen                          | Norvegia                 | 10 km TC    | Pål Golberg                                                                    | Didrik Tønseth                                                  | Andrew Musgrave                                                                   |
| 17 dicembre 2022                | Davos                                | Svizzera                 | SP TL       | Federico Pellegrino                                                            | Johannes Høsflot Klæbo                                          | Lucas Chanavat                                                                    |
| 18 dicembre 2022                | Davos                                | Svizzera                 | 20 km TL    | Simen Hegstad Krüger                                                           | Hans Christer Holund                                            | Sjur Røthe                                                                        |
| 31 dicembre 2022 8 gennaio 2023 | Val Müstair Oberstdorf Val di Fiemme | Svizzera Germania Italia | Tour de Ski | Johannes Høsflot Klæbo                                                         | Simen Hegstad Krüger                                            | Hans Christer Holund                                                              |
| 21 gennaio 2023                 | Livigno                              | Italia                   | SP TL       | Johannes Høsflot Klæbo                                                         | Richard Jouve                                                   | Janik Riebli                                                                      |
| 22 gennaio 2023                 | Livigno                              | Italia                   | TS TL       | Francia I Renaud Jay Richard Jouve                                             | Italia I Francesco De Fabiani Federico Pellegrino               | Svizzera I Janik Riebli Valerio Grond                                             |
| 27 gennaio 2023                 | Les Rousses                          | Francia                  | 10 km TL    | Harald Østberg Amundsen                                                        | Sjur Røthe                                                      | William Poromaa                                                                   |
| 28 gennaio 2023                 | Les Rousses                          | Francia                  | SP TC       | Richard Jouve                                                                  | Johannes Høsflot Klæbo                                          | Pål Golberg                                                                       |
| 29 gennaio 2023                 | Les Rousses                          | Francia                  | 20 km TC MS | Johannes Høsflot Klæbo                                                         | Iivo Niskanen                                                   | William Poromaa                                                                   |
| 3 febbraio 2023                 | Dobbiaco                             | Italia                   | SP TL       | Johannes Høsflot Klæbo                                                         | Håvard Solås Taugbøl                                            | Federico Pellegrino                                                               |
| 4 febbraio 2023                 | Dobbiaco                             | Italia                   | 10 km TL    | Pål Golberg                                                                    | Simen Hegstad Krüger                                            | Johannes Høsflot Klæbo                                                            |
| 5 febbraio 2023                 | Dobbiaco                             | Italia                   | 4x7,5 km    | Italia I Dietmar Nöckler Francesco De Fabiani Simone Daprà Federico Pellegrino | Svezia Eric Rosjö Calle Halfvarsson Johan Häggström Edvin Anger | Norvegia I Sjur Røthe Didrik Tønseth Simen Hegstad Krüger Harald Østberg Amundsen |
| 11 marzo 2023                   | Oslo                                 | Norvegia                 | 50 km TL MS | Simen Hegstad Krüger                                                           | Hans Christer Holund                                            | Martin Løwstrøm Nyenget                                                           |
| 14 marzo 2023                   | Drammen                              | Norvegia                 | SP TC       | Johannes Høsflot Klæbo                                                         | Erik Valnes                                                     | Richard Jouve                                                                     |
| 17 marzo 2023                   | Falun                                | Svezia                   | 10 km TC    | Johannes Høsflot Klæbo                                                         | Martin Løwstrøm Nyenget                                         | Harald Østberg Amundsen                                                           |
| 18 marzo 2023                   | Falun                                | Svezia                   | SP TL       | Johannes Høsflot Klæbo                                                         | Erik Valnes                                                     | Federico Pellegrino                                                               |
| 21 marzo 2023                   | Tallinn                              | Estonia                  | SP TL       | Johannes Høsflot Klæbo                                                         | Lucas Chanavat                                                  | Even Northug                                                                      |
| 24 marzo 2023                   | Lahti                                | Finlandia                | TS TL       | Norvegia I Erik Valnes Johannes Høsflot Klæbo                                  | Italia I Francesco De Fabiani Federico Pellegrino               | Norvegia II Harald Østberg Amundsen Sindre Bjørnestad Skar                        |
| 25 marzo 2023                   | Lahti                                | Finlandia                | SP TC       | Johannes Høsflot Klæbo                                                         | Calle Halfvarsson                                               | Erik Valnes                                                                       |
| 26 marzo 2023                   | Lahti                                | Finlandia                | 20 km TC MS | Johannes Høsflot Klæbo                                                         | Pål Golberg                                                     | William Poromaa                                                                   |

Legenda:

TC = tecnica classica

TL = tecnica libera

SP = sprint

ST = skiathlon

PU = inseguimento

TS = sprint a squadre

MS = partenza in linea 

#### Competizioni intermedie
| Tour de Ski 2022-2023 |                   |                   |                   |                        |                        |                        |
| Data                  | Località          | Nazione           | Specialità        | Primo                  | Secondo                | Terzo                  |
| 31 dicembre 2022      | Val Müstair       | Svizzera          | SP TL             | Johannes Høsflot Klæbo | Federico Pellegrino    | Sindre Bjørnestad Skar |
| 1⁰ gennaio 2023       | Val Müstair       | Svizzera          | 10 km TC PU       | Johannes Høsflot Klæbo | Pål Golberg            | Federico Pellegrino    |
| 3 gennaio 2023        | Oberstdorf        | Germania          | 10 km TC          | Johannes Høsflot Klæbo | Simen Hegstad Krüger   | Didrik Tønseth         |
| 4 gennaio 2023        | Oberstdorf        | Germania          | 20 km TL PU       | Johannes Høsflot Klæbo | Sindre Bjørnestad Skar | Federico Pellegrino    |
| 6 gennaio 2023        | Val di Fiemme     | Italia            | SP TC             | Johannes Høsflot Klæbo | Calle Halfvarsson      | Simone Mocellini       |
| 7 gennaio 2023        | Val di Fiemme     | Italia            | 15 km TC MS       | Johannes Høsflot Klæbo | Pål Golberg            | Francesco De Fabiani   |
| 8 gennaio 2023        | Val di Fiemme     | Italia            | 10 km TL MS       | Simen Hegstad Krüger   | Hans Christer Holund   | Jules Lapierre         |
| Classifica finale     | Classifica finale | Classifica finale | Classifica finale | Johannes Høsflot Klæbo | Simen Hegstad Krüger   | Hans Christer Holund   |

Legenda:

TC = tecnica classica

TL = tecnica libera

SP = sprint

PU = inseguimento

MS = partenza in linea

### Classifiche

#### Generale
| Pos. | Nome                   | Nazione     | Punti |
| ---- | ---------------------- | ----------- | ----- |
| 1    | Johannes Høsflot Klæbo | Norvegia    | 2715  |
| 2    | Pål Golberg            | Norvegia    | 2243  |
| 3    | Federico Pellegrino    | Italia      | 1635  |
| 4    | Simen Hegstad Krüger   | Norvegia    | 1281  |
| 5    | Didrik Tønseth         | Norvegia    | 1269  |
| 6    | Hans Christer Holund   | Norvegia    | 1218  |
| 7    | Calle Halfvarsson      | Svezia      | 1133  |
| 8    | Ben Ogden              | Stati Uniti | 1118  |
| 9    | Michal Novák           | Rep. Ceca   | 1002  |
| 10   | Erik Valnes            | Norvegia    | 967   |

#### Distanza
| Pos. | Nome                   | Nazione  | Punti |
| ---- | ---------------------- | -------- | ----- |
| 1    | Pål Golberg            | Norvegia | 1258  |
| 2    | Johannes Høsflot Klæbo | Norvegia | 1154  |
| 3    | Didrik Tønseth         | Norvegia | 1065  |
| 4    | Simen Hegstad Krüger   | Norvegia | 971   |
| 5    | Hans Christer Holund   | Norvegia | 948   |

#### Sprint
| Pos. | Nome                   | Nazione  | Punti |
| ---- | ---------------------- | -------- | ----- |
| 1    | Johannes Høsflot Klæbo | Norvegia | 1261  |
| 2    | Lucas Chanavat         | Francia  | 907   |
| 3    | Even Northug           | Norvegia | 843   |
| 4    | Federico Pellegrino    | Italia   | 815   |
| 5    | Edvin Anger            | Svezia   | 779   |

## Donne

### Risultati
| Data                            | Località                             | Nazione                  | Specialità  | Prima                                                                              | Seconda                                                      | Terza                                                                 |
| ------------------------------- | ------------------------------------ | ------------------------ | ----------- | ---------------------------------------------------------------------------------- | ------------------------------------------------------------ | --------------------------------------------------------------------- |
| 25 novembre 2022                | Kuusamo                              | Finlandia                | SP TC       | Emma Ribom                                                                         | Johanna Hagström                                             | Tiril Udnes Weng                                                      |
| 26 novembre 2022                | Kuusamo                              | Finlandia                | 10 km TC    | Ebba Andersson                                                                     | Frida Karlsson                                               | Katharina Hennig                                                      |
| 27 novembre 2022                | Kuusamo                              | Finlandia                | 20 km TL PU | Frida Karlsson                                                                     | Ebba Andersson                                               | Tiril Udnes Weng                                                      |
| 2 dicembre 2022                 | Lillehammer                          | Norvegia                 | 10 km TL    | Jessica Diggins                                                                    | Katharina Hennig                                             | Heidi Weng                                                            |
| 3 dicembre 2022                 | Lillehammer                          | Norvegia                 | SP TL       | Emma Ribom                                                                         | Maja Dahlqvist                                               | Tiril Udnes Weng                                                      |
| 4 dicembre 2022                 | Lillehammer                          | Norvegia                 | 20 km TC MS | Frida Karlsson                                                                     | Tiril Udnes Weng                                             | Ebba Andersson                                                        |
| 9 dicembre 2022                 | Beitostølen                          | Norvegia                 | SP TC       | Nadine Fähndrich                                                                   | Lotta Udnes Weng                                             | Johanna Matintalo                                                     |
| 10 dicembre 2022                | Beitostølen                          | Norvegia                 | 10 km TC    | Kerttu Niskanen                                                                    | Anne Kjersti Kalvå                                           | Frida Karlsson                                                        |
| 17 dicembre 2022                | Davos                                | Svizzera                 | SP TL       | Nadine Fähndrich                                                                   | Jessica Diggins                                              | Johanna Hagström                                                      |
| 18 dicembre 2022                | Davos                                | Svizzera                 | 20 km TL    | Jessica Diggins                                                                    | Ingvild Flugstad Østberg                                     | Rosie Brennan                                                         |
| 31 dicembre 2022 8 gennaio 2023 | Val Müstair Oberstdorf Val di Fiemme | Svizzera Germania Italia | Tour de Ski | Frida Karlsson                                                                     | Kerttu Niskanen                                              | Tiril Udnes Weng                                                      |
| 21 gennaio 2023                 | Livigno                              | Italia                   | SP TL       | Jonna Sundling                                                                     | Maja Dahlqvist                                               | Emma Ribom                                                            |
| 22 gennaio 2023                 | Livigno                              | Italia                   | TS TL       | Svezia II Linn Svahn Maja Dahlqvist                                                | Svezia I Emma Ribom Jonna Sundling                           | Stati Uniti I Rosie Brennan Julia Kern                                |
| 27 gennaio 2023                 | Les Rousses                          | Francia                  | 10 km TL    | Ebba Andersson                                                                     | Delphine Claudel                                             | Jessica Diggins                                                       |
| 28 gennaio 2023                 | Les Rousses                          | Francia                  | SP TC       | Kristine Stavås Skistad                                                            | Emma Ribom                                                   | Maja Dahlqvist                                                        |
| 29 gennaio 2023                 | Les Rousses                          | Francia                  | 20 km TC MS | Ebba Andersson                                                                     | Kerttu Niskanen                                              | Astrid Øyre Slind                                                     |
| 3 febbraio 2023                 | Dobbiaco                             | Italia                   | SP TL       | Jonna Sundling                                                                     | Maja Dahlqvist                                               | Jessica Diggins                                                       |
| 4 febbraio 2023                 | Dobbiaco                             | Italia                   | 10 km TL    | Ebba Andersson                                                                     | Jessica Diggins                                              | Ingvild Flugstad Østberg                                              |
| 5 febbraio 2023                 | Dobbiaco                             | Italia                   | 4x7,5 km    | Norvegia I Heidi Weng Anne Kjersti Kalvå Ingvild Flugstad Østberg Silje Theodorsen | Svezia I Emma Ribom Ebba Andersson Moa Olsson Jonna Sundling | Stati Uniti I Hailey Swirbul Rosie Brennan Jessica Diggins Julia Kern |
| 12 marzo 2023                   | Oslo                                 | Norvegia                 | 50 km TL MS | Ragnhild Haga                                                                      | Astrid Øyre Slind                                            | Jessica Diggins                                                       |
| 14 marzo 2023                   | Drammen                              | Norvegia                 | SP TC       | Kristine Stavås Skistad                                                            | Jonna Sundling                                               | Tiril Udnes Weng                                                      |
| 17 marzo 2023                   | Falun                                | Svezia                   | 10 km TC    | Kerttu Niskanen                                                                    | Katharina Hennig                                             | Anne Kjersti Kalvå                                                    |
| 18 marzo 2023                   | Falun                                | Svezia                   | SP TL       | Kristine Stavås Skistad                                                            | Jonna Sundling                                               | Maja Dahlqvist                                                        |
| 21 marzo 2023                   | Tallinn                              | Estonia                  | SP TL       | Kristine Stavås Skistad                                                            | Jonna Sundling                                               | Nadine Fähndrich                                                      |
| 24 marzo 2023                   | Lahti                                | Finlandia                | TS TL       | Svezia I Emma Ribom Jonna Sundling                                                 | Norvegia I Julie Myhre Anne Kjersti Kalvå                    | Germania I Laura Gimmler Coletta Rydzek                               |
| 25 marzo 2023                   | Lahti                                | Finlandia                | SP TC       | Kristine Stavås Skistad                                                            | Jonna Sundling                                               | Tiril Udnes Weng                                                      |
| 26 marzo 2023                   | Lahti                                | Finlandia                | 20 km TC MS | Anne Kjersti Kalvå                                                                 | Jonna Sundling                                               | Katharina Hennig                                                      |

Legenda:

TC = tecnica classica

TL = tecnica libera

SP = sprint

ST = skiathlon

PU = inseguimento

TS = sprint a squadre

MS = partenza in linea 

#### Competizioni intermedie
| Tour de Ski 2022-2023 |                   |                   |                   |                  |                   |                    |
| Data                  | Località          | Nazione           | Specialità        | Prima            | Seconda           | Terza              |
| 31 dicembre 2022      | Val Müstair       | Svizzera          | SP TL             | Nadine Fähndrich | Maja Dahlqvist    | Lotta Udnes Weng   |
| 1⁰ gennaio 2023       | Val Müstair       | Svizzera          | 10 km TC PU       | Tiril Udnes Weng | Kerttu Niskanen   | Frida Karlsson     |
| 3 gennaio 2023        | Oberstdorf        | Germania          | 10 km TC          | Frida Karlsson   | Krista Pärmäkoski | Anne Kjersti Kalvå |
| 4 gennaio 2023        | Oberstdorf        | Germania          | 20 km TL PU       | Frida Karlsson   | Krista Pärmäkoski | Tiril Udnes Weng   |
| 6 gennaio 2023        | Val di Fiemme     | Italia            | SP TC             | Lotta Udnes Weng | Tiril Udnes Weng  | Mathilde Myhrvold  |
| 7 gennaio 2023        | Val di Fiemme     | Italia            | 15 km TC MS       | Katharina Hennig | Frida Karlsson    | Kerttu Niskanen    |
| 8 gennaio 2023        | Val di Fiemme     | Italia            | 10 km TL MS       | Delphine Claudel | Heidi Weng        | Sophia Laukli      |
| Classifica finale     | Classifica finale | Classifica finale | Classifica finale | Frida Karlsson   | Kerttu Niskanen   | Tiril Udnes Weng   |

Legenda:

TC = tecnica classica

TL = tecnica libera

SP = sprint

PU = inseguimento

MS = partenza in linea

### Classifiche

#### Generale
| Pos. | Nome             | Nazione     | Punti |
| ---- | ---------------- | ----------- | ----- |
| 1    | Tiril Udnes Weng | Norvegia    | 2029  |
| 2    | Jessica Diggins  | Stati Uniti | 1867  |
| 3    | Kerttu Niskanen  | Finlandia   | 1840  |
| 4    | Rosie Brennan    | Stati Uniti | 1546  |
| 5    | Nadine Fähndrich | Svizzera    | 1414  |
| 6    | Frida Karlsson   | Svezia      | 1365  |
| 7    | Katharina Hennig | Germania    | 1326  |
| 8    | Maja Dahlqvist   | Svezia      | 1236  |
| 9    | Lotta Udnes Weng | Norvegia    | 1176  |
| 10   | Heidi Weng       | Norvegia    | 1139  |

#### Distanza
| Pos. | Nome               | Nazione     | Punti |
| ---- | ------------------ | ----------- | ----- |
| 1    | Kerttu Niskanen    | Finlandia   | 1180  |
| 2    | Jessica Diggins    | Stati Uniti | 1086  |
| 3    | Tiril Udnes Weng   | Norvegia    | 946   |
| 4    | Heidi Weng         | Norvegia    | 898   |
| 5    | Anne Kjersti Kalvå | Norvegia    | 868   |

#### Sprint
| Pos. | Nome             | Nazione  | Punti |
| ---- | ---------------- | -------- | ----- |
| 1    | Maja Dahlqvist   | Svezia   | 944   |
| 2    | Nadine Fähndrich | Svizzera | 937   |
| 3    | Tiril Udnes Weng | Norvegia | 813   |
| 4    | Johanna Hagström | Svezia   | 794   |
| 5    | Jonna Sundling   | Svezia   | 747   |

## Misto

### Risultati
| Data             | Località    | Nazione  | Specialità | Prima                                                                                | Seconda                                                                               | Terza                                                                    |
| ---------------- | ----------- | -------- | ---------- | ------------------------------------------------------------------------------------ | ------------------------------------------------------------------------------------- | ------------------------------------------------------------------------ |
| 11 dicembre 2022 | Beitostølen | Norvegia | 4x5 km     | Norvegia II Lotta Udnes Weng Mikael Gunnulfsen Silje Theodorsen Simen Hegstad Krüger | Norvegia I Anne Kjersti Kalvå Martin Løwstrøm Nyenget Heidi Weng Emil Iversen         | Svezia I Maja Dahlqvist William Poromaa Frida Karlsson Calle Halfvarsson |
| 19 marzo 2023    | Falun       | Svezia   | 4x5 km     | Svezia I Calle Halfvarsson Moa Olsson Edvin Anger Jonna Sundling                     | Norvegia I Martin Løwstrøm Nyenget Heidi Weng Simen Hegstad Krüger Anne Kjersti Kalvå | Germania I Albert Kuchler Katharina Hennig Anian Sossau Victoria Carl    |